# Хелса
Хелса (њем. Helsa) општина је у њемачкој савезној држави Хесен. Једно је од 29 општинских средишта округа Касел. Према процјени из 2010. у општини је живјело 5.662 становника. Посједује регионалну шифру (AGS) 6633012.

## Географски и демографски подаци
Хелса се налази у савезној држави Хесен у округу Касел. Општина се налази на надморској висини од 427 m. Површина општине износи 25,8 km². У самом мјесту је, према процјени из 2010. године, живјело 5.662 становника. Просјечна густина становништва износи 220 становника/km².

## Међународна сарадња
| Мјесто            | Држава    | Врста сарадње | Од    |
| ----------------- | --------- | ------------- | ----- |
| Кримпен ан де Лек | Холандија | партнерство   | 1976. |
|                   | Француска | партнерство   | 1972. |
| Извор             |           |               |       |